# 威廉·巴尔
威廉·佩勒姆·巴爾（英語：William Pelham Barr），是美国律师和政府官员，2019年2月14日起担任第85任美国司法部长，直到2020年12月14日確定其將辞职，並在12月23日辭職生效而正式卸任。1991年至1993年，曾担任乔治·赫伯特·沃克·布什任内的第77任司法部长。
巴尔生于纽约，先后就读于哥伦比亚大学和乔治·华盛顿大学。